# Nemzeti dal

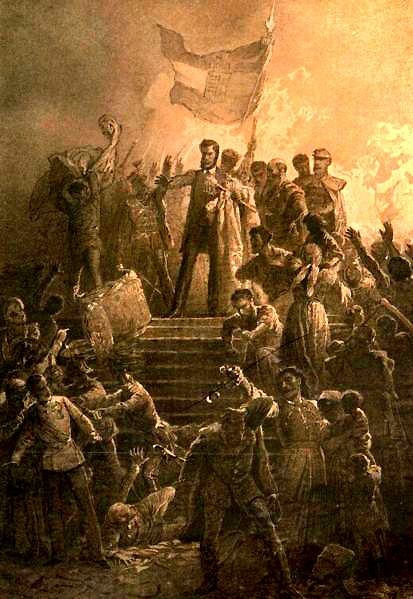
Petőfi al Nemzeti Múzeum llegint el Cant nacional (Mihály Zichy)

Nemzeti dal ('Cant nacional') és un dels poemes més importants i que més influència han tingut en la literatura hongaresa. Escrit per Sándor Petőfi dos dies abans del 15 de març de 1848, és una crida als magiars a recuperar la independència que havien perdut, primer sota l'Imperi Otomà i després sota l'Imperi Austríac. Segons la llegenda, va ser recitat pel mateix Petőfi dirigint-se a la multitud revoltada des de l'escalinata del Nemzeti Múzeum de Pest; el cert és que el va llegir per primera vegada al café Pilvax, on Petőfi solia reunir-se amb els seus amics, i tot seguit es difongué en milers de còpies impreses repartides per tota la ciutat.
La composició fou concebuda com un diàleg entre el poeta i els seus destinataris, que responen repetint el mateix refrany després de cada una de les sis estrofes de què consta, en les quals es confronta el record de les glòries passades dels hongaresos a la vergonyosa submissió del moment, i se'ls incita a conquerir la llibertat i recuperar la dignitat nacional.